# Rochuskapelle am Blutsberg

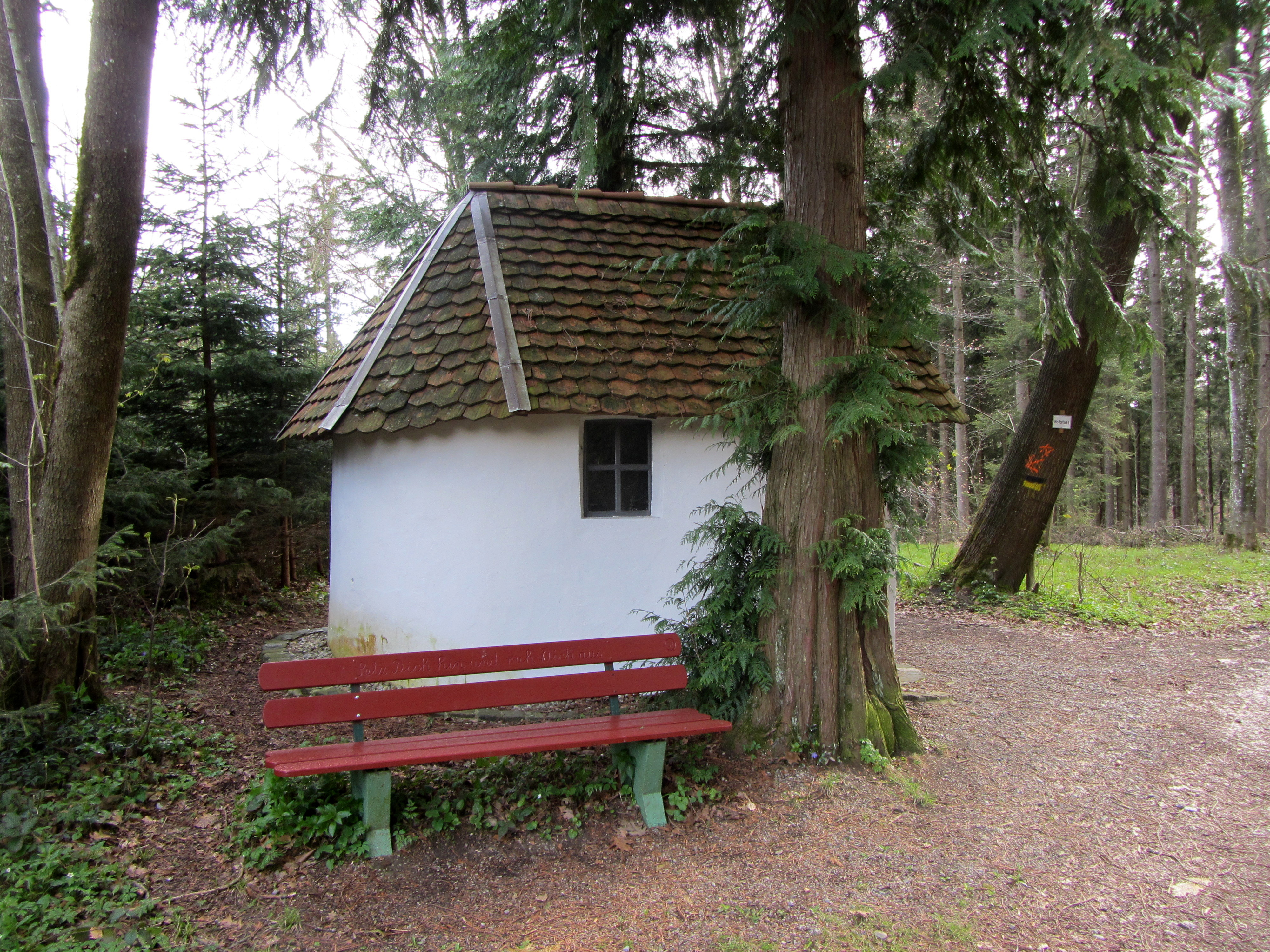
Die Rochuskapelle

Die Rochuskapelle am Blutsberg (auch Bergkapelle bzw. Besenkapelle) befindet sich in Aichstetten im Landkreis Ravensburg in Oberschwaben. Die Privatkapelle ist dem heiligen Rochus geweiht.

## Beschreibung
Von dem Landwirtschaftsweg, der Aichstetten mit Altmannshofen verbindet, führt ein Waldwirtschaftsweg beim Einzelhof Bärtle in Richtung Norden zum Blutsberg. Nach ungefähr dreihundert Metern bergaufwärts erreicht man die Besenkapelle. In südwestlicher Richtung führt der Weg weiter auf den 715 Meter hohen Blutsberg, auf dem die Burg Blutsberg gestanden haben soll. Die Kapelle ist dem Schutzpatron der Pestkranken und Haustiere, Rochus, geweiht.
Um die Ernsthaftigkeit ihres Glaubens zu unterstreichen, stellten die nach Heilung von einer Hautkrankheit Suchenden einen Rutenbesen in ein Eck der Kapelle.
Der schlichte, kleine, im 18. Jahrhundert errichtete, geostete, satteldachgedeckte und auf der Ostseite abgewalmte Bau mit einem Grundriss von circa drei auf drei Metern ist von außen kaum als Kapelle zu erkennen. Er wurde Ende der 2000er Jahre von Grund auf saniert und erneuert.
An der Nordseite der Kapelle ist eine Ruhebank angebracht. Innerhalb der Kapelle befinden sich zwei Kniebänke und hinter einem Gitter mehrere Madonnen, ein Heiliger Antonius und ein Epitaph.
Die Kapelle hat keine Glocke. Die Kirchengemeinde ist Bestandteil des Dekanats Allgäu-Oberschwaben und gehört zur Seelsorgeeinheit 21 Aitrachtal.